# 보건교육사
보건교육사는 개인과 집단의 보건과 건강증진과 관련하여 지도 상담 교육하고 사전예방적 건강증진사업 수행을 전문 직업으로하는 대한민국의 보건의료인이다.
관련자료
유전상담사(遺傳相談士)는 유전체검사결과나 유전질환정보를 알기 쉽게 제공, 심리적·사회적 문제 등의 해결을 지원하는 직업인이다 보건교육사 국가자격자의 직무영역의 일환으로 마치 금연상담(보건교육)사. 절주상담(보건교육)사. 체육운동상담(보건교육)사. 성상담(보건교육)사. 중독상담(보건교육)사….등이 금연상담사. 절주상담사. 체육운동상담사. 중독상담사 등 약칭으로 불리듯이 유전상담(보건교육)사를 약칭하여 유전상담사로 부르는데에서 유래한다.
보건교육사는 1995년 국민건강증진법의 제정과 2003년 개정으로 국회에서 보건의료인으로 신설한 국가자격이다.
보건교육사는 1급 2급 3급으로 나누어지며 보건복지부 장관이 매년 1회 시험을 주관하고 한국보건의료인국가시험원에서 시행한다 
보건교육사는 지역보건법에 따라서 보건소 필수인력이다.
보건교육사는 국민건강보험공단과 심사평가원등 기관에서 근무하며 병의원등에서 근무한다.
이 보건교육사중에서 유전과 관련한 학과를 졸업하였거나 관련 교과를 이수한 경우에 대한보건교육사협회(www.ches.or.kr) 또는 부설 한국보건원(www.bogunone.com)에 교과 이수 증명원을 제출하고 관련과정을 연수하면 유전상담(보건교육)사 전문 이수증을 교부받는다. 
이들이 유전상담사이다.
2년마다 보수교육 및 연수교육을 받아야 유전상담사 자격을 유지 할 수 있다.
유전자상담사라는 민간자격이 한때 있었으나 다음과 같은 정부 정책으로 중단된 상태이다.
(보건복지부 보도자료 제2836호).
□ 보건복지부는 “‘유전자상담사’는 개별 민간단체가 실시하는 민간 자격에 불과하며, 현재 정부는 별도의 유전자상담사라는 국가자격을 만들고자 하는 아무런 계획도 가지고 있지 않다”고 밝히고,
○ 유전자상담사 자격을 주관하는 「생명공학유전자학회」의 관련부처에 동 협회와 소속 기관들에 대한 철저한 조사·감독을 요청하는 한편,
○ 이들이 취한 영업 방식이 「생명윤리및안전에관한법률」, 「의료법」은 물론, 「표시·광고의공정화에관한법률」 등 거래의 공정성에 관련된 법률을 위반하였을 가능성에 대하여도 검토하고 있다.
유전상담사는 유전자연구기관 보건의료관련기관 병의원에 취업하고있으며 보건식품 화장품 보험회사 건기식품회사등 관련산업이 확장하면서 취업의 길이 다양화되고있다.
특히 보건복지부의 비의료건강관리서비스의 활성화로 관련산업에 있어 취업이나 개업이 가능하다.
유전자상담실 개원이 대표적이다.
청소년상담실을 개원하고 스포츠센터 휘트니스센터 피부관리 체형관리등에도 DTC 유전자검사를 활용 함으로서 개인 맞춤형 건강관리를 가능하게 한다.